# Boeing T-43
Boeing T-43 – amerykański samolot szkolny, przeznaczony do szkolenia nawigatorów, zbudowany na bazie cywilnej maszyny Boeing 737-200. Samolot wprowadzono na wyposażenie United States Air Force w 1973 roku, a w 2010 wycofano. Maszyna zyskała nieoficjalną nazwę Gator (skrót od navigator) lub Flying Classroom (latająca klasa).

## Historia
Na początku lat 70. XX w. US Air Force zwróciła się do wytwórni Boeing o opracowanie i wdrożenie do produkcji samolotu mającego zastąpić szkolne maszyny Convair T-29A, tłokowe samoloty oparte na płatowcu C-131. Wytwórnia swój projekt oparła na komunikacyjnym modelu 737-253, napędzanym silnikami Pratt & Whitney JT8D-9. W tym celu przeprojektowano wnętrze samolotu przystosowując je do szkolenia dwunastu nawigatorów (Combat Systems Officer) i pracy sześciu instruktorów. Powiększono zasięg maszyny poprzez instalację dodatkowego 3000 litrowego zbiornika paliwa w kadłubie samolotu. Zmniejszono liczbę okien do 9 po każdej stronie oraz usunięto jedne tylne i jedne przednie drzwi. Samolot wyposażono w system radionawigacji LORAN-C, systemy nawigacji bezwładnościowej oraz TACAN (TACtical Air Navigation), urządzenia komunikacyjne pracujące w pasmach UKF, KF. Oprócz systemów radiowych i satelitarnych, kursanci na pokładzie T-43 mogli również zapoznać się z astronawigacją korzystając z pięciu zamontowanych na pokładzie peryskopowych sekstantów.

## Służba
Pierwszy z 19 zamówionych T-43A dostarczony został we wrześniu 1973 roku do bazy Mather Air Force Base w Kalifornii, gdzie wszedł w skład 323d Flying Training Wing podległemu Air Training Command. Skrzydło odpowiedzialne było za szkolenia personelu US Air Force, Air National Guard, Air Force Reserve, jak również załóg zagranicznych. W 1979 roku dwa T-43 trafiły do 200th Airlift Squadron w należącego do Colorado Air National Guard, samoloty wykorzystywano w celach szkoleniowych dla studentów United States Air Force Academy do 1997 roku. W latach 1992–1997 CT-43 wykorzystywano w 310th Airlift Squadron podległemu 6th Air Mobility Wing z bazy MacDill Air Force Base w Tampa na Florydzie. Samoloty z 310th Airlift Squadron działały na rzecz United States Southern Command zajmując się przewozem personelu wojskowego w Ameryce Środkowej i Południowej. Na rok przed zamknięciem Mather Air Force Base, w 1992 roku, szkolne T-43 zostały przeniesione do bazy Randolph Air Force Base w Teksasie gdzie weszły w skład 558th Flying Training Squadron, rok później w skład 562d Flying Training Squadron i 563d Flying Training Squadron, w których pozostały aż do końca swojej służby w 2010 roku. 17 września 2010 roku w Randolph Air Force Base miała miejsce uroczystość wycofania ostatniego T-43. Po wycofaniu T-43 ich zadania w amerykańskim lotnictwie przejęły samoloty Beechcraft T-6 Texan II i Raytheon T-1 Jayhawk.
3 kwietnia 1996 roku podczas podchodzenia do lądowania w Dubrowniku rozbił się CT-43 należący do 76th Airlift Squadron z Ramstein Air Base. W katastrofie zginęło 35 osób, wśród nich Sekretarz Handlu Ron Brown.

## Wersje
- T-43A – podstawowa wersja szkolna, zbudowana na bazie Boeinga 737-253.
- CT-43A – sześć przystosowanych do przewozu personelu wojskowego T-43A.
- NT-43A – pojedynczy T-43A, przystosowany do pełnienia radarowego stanowiska badawczego (Radar Test Bed). Z przodu i z tyłu samolotu zainstalowano owiewki kryjące anteny radarowe. Tak zmodyfikowany samolot wzniósł się po raz pierwszy w powietrze 21 marca 2001 roku. Maszyna posłużyła do badań sygnatury radarowej samolotów stealth.